# Всеобщие выборы в Замбии (2021)
Всеобщие выборы в Замбии проходили 12 августа 2021 года. На них избирались президент и депутаты Национальной ассамблеи. Хакаинде Хичилема из Объединённой партии национального развития был избран президентом, победив действующего Эдгара Лунгу из Патриотического фронта.
16 августа Лунгу признал поражение в телевизионном обращении, отправив письмо и поздравив Хичилему.

## Избирательная система
Президент избирается по системе абсолютного большинства в два тура. Из 167 депутатов Национальной ассамблеи 156 избираются в ходе всеобщих выборов по одномандатным округам, 8 назначаются президентом, а остальные 3 являются членами ex officio: вице-президент, Спикер и два заместителя спикера (один избирается из числа лиц, не входящих в Национальное собрание, а другой — из числа избранных членов палаты). Голосовать могут граждане старше 18 лет, кандидат в депутаты должен достичь 21 года.

## Предвыборная кампания
15 мая 2021 года председатель Избирательной комиссии Замбии Исау Чулу объявил о старте избирательной кампании. Однако политикам посоветовали свести к минимуму скопление большого количества людей во время предвыборных митингов из-за пандемии COVID-19. Национальная ассамблея была распущена 12 мая президентом Эдгаром Лунгу, чтобы обеспечить равные условия для кампании. Однако Лунгу оставался на своём посту в соответствии с конституционными требованиями до избрания нового президента.
Лунгу начал свою избирательную кампанию 26 мая. Он также поручил полиции и Министерству здравоохранения обеспечить соблюдение правил и рекомендаций по охране здоровья, связанных с пандемией COVID-19. 3 июня из-за роста числа случаев COVID-19 Избирательная комиссия снова приостановила предвыборные митинги, чтобы избежать скопления людей. 15 июня Избирательная комиссия запретила Патриотическому фронту и Объединённой партии национального развития проводить кампании в Лусаке, Мпулунгу, Намвала и Наконде из-за политического насилия. Комиссия также запретила все роуд-шоу по всей стране, чтобы обуздать распространение COVID-19. 1 августа Лунгу приказал развернуть армию, чтобы помочь полиции бороться с эскалацией политического насилия во время кампании.
28 июля генеральный секретарь Объединённой партии национального развития Батуке Именда опубликовал заявление о том, что партия разочарована тем, что президент Лунгу использовал правительственные учреждения для того, чтобы не допустить предвыборной кампании кандидата в президенты Хакаинде Хичилемы. 30 июля Хичилема и его команда не смогли попасть в Чипату и были задержаны на взлётно-посадочной полосе аэропорта Чипаты. Перед прибытием Хичилемы в Чипату полиция разогнала его сторонников слезоточивым газом. 3 августа полиция в Мбале заблокировала въезд Хичилемы и его предвыборной группы в город, при этом полиция заявила, что ему необходимо разрешение на въезд.
Хичилема резко критиковал Лунгу, утверждая, что он использовал государственную власть, чтобы помешать выборам. В видеоролике кампании Хичилема изобразил Лунгу морально коррумпированным человеком с историей плохого управления денежными средствами, одновременно изображая себя ответственным за финансы.

## Ход голосования
В день выборов 12 августа 2021 года несколько пользователей Twitter сообщили, что социальные сети, включая Facebook, Instagram и WhatsApp, по всей видимости, отключены в стране. Интернет-пользователи использовали VPN-сервисы, чтобы обойти ограничения на WhatsApp и социальные сети. Постоянный секретарь службы информации и радиовещания Амос Малупенга опроверг эти сообщения, назвав их «злонамеренными». Далее он продолжил, что «правительство не потерпит злоупотребления интернетом, и, если случится какое-либо нарушение, правительство ожидает, что граждане будут использовать интернет ответственно. Но если кто-либо решит злоупотреблять интернетом, чтобы ввести в заблуждение и дезинформировать, правительство не будет стесняться ссылаться на соответствующие законодательные положения, чтобы предотвратить любое нарушение закона и порядка, пока в стране проходит период выборов», — сказал Малупенга. В ходе его комментария в стране по-прежнему были ограничены сайты социальных сетей.

## Результаты

### Президентские выборы
16 августа Хакайнде Хичилема был объявлен избранным президентом Замбии. На момент объявления было подсчитано 155 из 156 избирательных округов Замбии, и только избирательный округ Мандеву еще не объявил результаты. Поскольку голосов в этом округе было недостаточно, чтобы повлиять на результат, избирательная комиссия объявила о победе Хичилемы. Эдгар Лунгу признал поражение вскоре после объявления.
| Кандидат                                 | Партия                                         | Голоса    | %     |
| ---------------------------------------- | ---------------------------------------------- | --------- | ----- |
| Хакаинде Хичилема                        | Объединённая партия национального развития     | 2 852 348 | 59,02 |
| Эдгар Лунгу                              | Патриотический фронт                           | 1 870 780 | 38,71 |
| Гарри Кабала                             | Демократическая партия                         | 25 231    | 0,52  |
| Эндифорд Банда                           | Народный альянс за перемены                    | 19 937    | 0,41  |
| Фред М’мембе                             | Социалистическая партия                        | 16 644    | 0,34  |
| Хайви Хамудуду                           | Партия национального единства и прогресса      | 10 480    | 0,22  |
| Эдит Навакви                             | Партия Новое наследие                          | 8169      | 0,17  |
| Чарльз Чанда                             | Объединённая благополучная и мирная Замбия     | 6543      | 0,14  |
| Лазарус Чизела                           | Объединённые замбийцы за устойчивое развитие   | 5253      | 0,11  |
| Неверс Мумба                             | Движение за многопартийную демократию          | 4968      | 0,10  |
| Энок Тонга                               | Третье движение освобождения                   | 3112      | 0,06  |
| Тревор Мвамба                            | Объединённая партия национальной независимости | 3036      | 0,06  |
| Шон Темпо                                | Патриоты за экономический прогресс             | 1813      | 0,04  |
| Стифен Найренда                          | Национальная партия восстановления             | 1808      | 0,04  |
| Касонде Мвенда                           | Борцы за экономическую свободу                 | 1345      | 0,03  |
| Ричард Сайлумбе                          | Лидерское движение                             | 1296      | 0,03  |
| Недействительных/пустых бюллетеней       | Недействительных/пустых бюллетеней             | 126 569   | 2,55  |
| Всего                                    | Всего                                          | 4 959 332 | 100   |
| Зарегистрированных избирателей/Явка      | Зарегистрированных избирателей/Явка            | 7 023 499 | 70,61 |
| Источник: Electoral Commission of Zambia |                                                |           |       |

### Выборы в Национальную ассамблею
|                                       |                                                |           |       |       |       |  |  |  |  |
| Партия                                | Партия                                         | Голоса    | %     | Места | +/-   |  |  |  |  |
|                                       | Объединённая партия национального развития     | 2 174 962 | 46,64 | 82    | +24   |  |  |  |  |
|                                       | Патриотический фронт                           | 1 646 247 | 35,30 | 63    | -17   |  |  |  |  |
|                                       | Социалистическая партия                        | 56 192    | 1,20  | 0     | новая |  |  |  |  |
|                                       | Демократическая партия                         | 48 915    | 1,05  | 0     | 0     |  |  |  |  |
|                                       | Народный альянс за перемены                    | 17 029    | 0,37  | 0     | 0     |  |  |  |  |
|                                       | Партия национального единства и прогресса      | 13 058    | 0,28  | 1     | +1    |  |  |  |  |
|                                       | Объединённая партия национальной независимости | 12 742    | 0,27  | 0     | 0     |  |  |  |  |
|                                       | Форум за демократию и развитие                 | 4006      | 0,09  | 0     | -1    |  |  |  |  |
|                                       | Лидерское движение                             | 3585      | 0,08  | 0     | новая |  |  |  |  |
|                                       | Христианско-демократическая партия             | 3471      | 0,07  | 0     | новая |  |  |  |  |
|                                       | Движение за многопартийную демократию          | 3394      | 0,07  | 0     | -3    |  |  |  |  |
|                                       | Национальный демократический конгресс          | 3200      | 0,07  | 0     | новая |  |  |  |  |
|                                       | Независимые                                    | 671 346   | 14,40 | 10    | -4    |  |  |  |  |
|                                       | Назначаемые члены                              |           |       | 8     | -     |  |  |  |  |
|                                       | ex officio                                     |           |       | 3     | -     |  |  |  |  |
| Всего                                 | Всего                                          | 4 663 435 | 100   | 167   | 0     |  |  |  |  |
| Недействительных/пустых бюллетеней    | Недействительных/пустых бюллетеней             |           |       | -     | -     |  |  |  |  |
| Зарегистрированных избирателей / Явка | Зарегистрированных избирателей / Явка          | 7 023 499 |       | -     | -     |  |  |  |  |
| Источники: ECZ                        |                                                |           |       |       |       |  |  |  |  |